# Campionato mondiale Supermoto 2004
Nel 2004 per la prima volta il Campionato del Mondo Supermoto viene diviso in due classi:
- S1: moto con cilindrata superiore a 450 cm³, 2 tempi o 4 tempi;
- S2: moto entro i 450 cm³ 4 tempi o 250 cm³ 2 tempi.

La formula di gara è uguale a quella utilizzata nella stagione 2003, ovvero due manche e una superfinale per ogni GP. Dall'anno successivo verrà modificata.

## S1
In S1 a conquistare il titolo è Thierry Van Den Bosch dopo il rientro da una stagione nel Mondiale Supersport. Il titolo costruttori finisce a KTM.

### Gran Premi del 2004
|   | Nome                           | Paese           | Località                           | Data           |
| 1 | Gran Premio di Belgio          | Belgio          | Spa-Francorchamps                  | 19/20 giugno   |
| 2 | Gran Premio di Romania         | Romania         | Arad                               | 24/25 luglio   |
| 3 | Gran Premio di Repubblica Ceca | Repubblica Ceca | Sosnová                            | 21/22 agosto   |
| 4 | Gran Premio di Germania        | Germania        | "Sachsenring" Hohenstein-Ernstthal | 4/5 settembre  |
| 5 | Gran Premio d'Europa           | Italia          | Ottobiano                          | 9/10 ottobre   |
| 6 | Gran Premio di Vallonia        | Belgio          | Bilstain                           | 16/17 ottobre  |
| 7 | Gran Premio di Grecia          | Grecia          | Atene                              | 30/31 ottobre  |
| 8 | Gran Premio d'Italia           | Italia          | Latina                             | 20/21 novembre |
| 9 | Gran Premio di Spagna          | Spagna          | Finestrat                          | 27/28 novembre |

### Principali piloti iscritti alla S1 nel 2004
|     | Pilota                | Team                       | Moto             |
| --- | --------------------- | -------------------------- | ---------------- |
| 2   | Boris Chambon         | KTM Red Bull Factory       | SMS 660 Factory  |
| 4   | Max Manzo             | Aprilia Off Road Factory   | SXV 550 Factory  |
| 5   | Gerald Delepine       | Husqvarna Cross2R Factory  | SM 660RR Factory |
| 6   | Ivan Lazzarini        | KTM Red Bull Factory       | LC4 690 Factory  |
| 7   | Fabrice Guyot         | TM Lux Performance         | SMX 700 Factory  |
| 8   | Frédéric Fiorentino   | Husaberg Enduraid          | FS 650           |
| 11  | Bernd Hiemer          | Husqvarna Zupin Moto-Sport | SM 570RR         |
| 30  | Marcel Goetz          | KTM Fabag                  | LC4 690          |
| 41  | Matthew Winstanley    | KTM Bracken UK             | LC4 690          |
| 100 | Eddy Seel             | Husqvarna Cross2R Factory  | SM 660RR Factory |
| 101 | Thierry Van Den Bosch | KTM Red Bull Factory       | SMS 660 Factory  |

### Classifica finale piloti S1 (Top 10)
| Pos | Pilota                | Moto/Team                 | BEL SF | ROM SF | CZE SF | GER SF | EUR SF | VAL SF | GRE SF | ITA SF | SPA SF | Punti |
| --- | --------------------- | ------------------------- | ------ | ------ | ------ | ------ | ------ | ------ | ------ | ------ | ------ | ----- |
| 1   | Thierry Van Den Bosch | KTM Red Bull Factory      | 6      | 1      | 1      | 4      | 1      | 1      | 1      | 1      | 1      | 348   |
| 2   | Boris Chambon         | KTM Red Bull Factory      | 2      | 2      | 3      | 7      | rit.   | 7      | 2      | 2      | 19     | 282   |
| 3   | Gerald Delepine       | Husqvarna Cross2R Factory | 3      | 10     | 5      | 1      | 2      | 2      | 4      | 8      | 2      | 268   |
| 4   | Eddy Seel             | Husqvarna Cross2R Factory | 7      | 4      | 7      | 5      | 3      | 3      | 3      | 5      | 7      | 261   |
| 5   | Ivan Lazzarini        | KTM Red Bull Factory      | 1      | 9      | 2      | rit.   | 4      | 4      | 6      | 3      | 20     | 243   |
| 6   | Max Manzo             | Aprilia Off Road Factory  | rit.   | 15     | 8      | 3      | 5      | 5      | 9      | rit.   | 4      | 163   |
| 7   | Valter Bartolini      | Husaberg Rigo Racing      | 14     | 3      | 14     | 6      | 8      | 9      | 8      | 10     | 8      | 163   |
| 8   | Fabrice Guyot         | TM Lux Performance        | rit.   | rit.   | 6      | rit.   | 7      |        | 5      | 4      | 6      | 130   |
| 9   | Marcel Goetz          | KTM Fabag                 | 8      | 8      | 9      |        | 13     | 12     | 7      | 7      | 18     | 120   |
| 10  | Matthew Winstanley    | KTM Bracken UK            | 18     | 18     |        | 10     | 9      | 6      | 12     | 11     | 3      | 117   |
| Pos | Pilota                | Moto                      | BEL SF | ROM SF | CZE SF | GER SF | EUR SF | VAL SF | GRE SF | ITA SF | SPA SF | Punti |

### Classifica finale costruttori S1
| Pos | Casa      | Paese    | BEL SF | ROM SF | CZE SF | GER SF | EUR SF | VAL SF | GRE SF | ITA SF | SPA SF | Punti |
| --- | --------- | -------- | ------ | ------ | ------ | ------ | ------ | ------ | ------ | ------ | ------ | ----- |
| 1   | KTM       | Austria  | 1      | 1      | 1      | 4      | 1      | 1      | 1      | 1      | 1      | 393   |
| 2   | Husqvarna | Italia   | 3      | 4      | 4      | 1      | 2      | 2      | 3      | 5      | 2      | 334   |
| 3   | Aprilia   | Italia   |        | 15     | 8      | 3      | 5      | 5      | 9      | rit.   | 4      | 163   |
| 4   | TM        | Italia   | 19     | 22     | 6      | 20     | 7      |        | 5      | 4      | 6      | 132   |
| 5   | Vor       | Italia   | 9      | 3      | 14     | 6      | 8      | 9      |        | 20     |        | 123   |
| 6   | Husaberg  | Svezia   | 4      | 7      | 19     | 8      | 11     |        | 8      | 10     | 8      | 122   |
| 7   | Honda     | Giappone | 20     | 17     | 12     | 16     | 12     |        | 15     | 13     | 9      | 54    |
| 8   | Yamaha    | Giappone |        |        |        |        |        |        |        |        | 15     | 6     |
| Pos | Casa      | Paese    | BEL SF | ROM SF | CZE SF | GER SF | EUR SF | VAL SF | GRE SF | ITA SF | SPA SF | Punti |

## S2
Il primo campione del mondo S2 è Jérôme Giraudo in sella alla bicilindrica Aprilia che vince così un titolo al debutto nel Supermotard.
Il titolo costruttori va invece alla Honda.

### Gran Premi del 2004
|   | Nome                           | Paese           | Località                           | Data           |
| 1 | Gran Premio di Belgio          | Belgio          | Spa-Francorchamps                  | 19/20 giugno   |
| 2 | Gran Premio di Romania         | Romania         | Arad                               | 24/25 luglio   |
| 3 | Gran Premio di Repubblica Ceca | Repubblica Ceca | Sosnová                            | 21/22 agosto   |
| 4 | Gran Premio di Germania        | Germania        | "Sachsenring" Hohenstein-Ernstthal | 4/5 settembre  |
| 5 | Gran Premio d'Europa           | Italia          | Ottobiano                          | 9/10 ottobre   |
| 6 | Gran Premio di Vallonia        | Belgio          | Bilstain                           | 16/17 ottobre  |
| 7 | Gran Premio di Grecia          | Grecia          | Atene                              | 30/31 ottobre  |
| 8 | Gran Premio d'Italia           | Italia          | Latina                             | 20/21 novembre |
| 9 | Gran Premio di Spagna          | Spagna          | Finestrat                          | 27/28 novembre |

### Principali piloti iscritti alla S2 nel 2004
|    | Pilota           | Team                       | Moto             |
| -- | ---------------- | -------------------------- | ---------------- |
| 2  | Jérôme Giraudo   | Aprilia Off Road Factory   | SXV 450 Factory  |
| 5  | Frédéric Bolley  | Aprilia Off Road Factory   | SXV 450 Factory  |
| 6  | Fabrice Lecoanet | KTM Red Bull Factory       | SMR 450 Factory  |
| 8  | Max Verderosa    | Honda HM Giletti Assomotor | CRF 450          |
| 9  | Simone Girolami  | Honda H2O Racing           | CRF 450          |
| 10 | Adrien Chareyre  | Husqvarna SIMA             | SM 450RR         |
| 11 | Davide Gozzini   | Husqvarna Cross2R Factory  | SM 450RR Factory |
| 17 | Thierry Godfroid | Kawasaki GPKR              | KX 250           |
| 21 | Christian Iddon  | Husqvarna Zupin Moto-Sport | SM 450RR         |
| 24 | Thomas Chareyre  | Husqvarna SIMA             | SM 450RR         |
| 38 | Fabio Balducci   | TM Lux Performance         | SMX 450 Factory  |
| 42 | Trampas Parker   | Honda Daverio Formula      | CR-F 450         |

### Classifica finale piloti S2 (Top 10)
| Pos | Pilota           | Moto/Team                  | BEL SF | ROM SF | CZE SF | GER SF | EUR SF | VAL SF | GRE SF | ITA SF | SPA SF | Punti |
| --- | ---------------- | -------------------------- | ------ | ------ | ------ | ------ | ------ | ------ | ------ | ------ | ------ | ----- |
| 1   | Jérôme Giraudo   | Aprilia Off Road Factory   | 4      | 1      | rit.   | 6      | rit.   |        | 3      | 4      | 1      | 244   |
| 2   | Max Verderosa    | Honda HM Giletti Assomotor | 2      | 2      | 1      | 5      | 4      |        | 2      | 7      | 14     | 240   |
| 3   | Davide Gozzini   | Husqvarna Cross2R Factory  | 1      | 6      | 9      | 3      | 3      |        | 1      | 9      | 2      | 230   |
| 4   | Fabrice Lecoanet | KTM Red Bull Factory       | 3      | 7      | 4      | 2      | rit.   |        | 4      | 5      | rit.   | 193   |
| 5   | Adrien Chareyre  | Husqvarna SIMA             | 17     | 15     | 7      | 14     | 5      |        | 6      | 11     | 3      | 179   |
| 6   | Frédéric Bolley  | Aprilia Off Road Factory   | rit.   | 19     | rit.   | 1      | 1      |        | 5      | 2      | 8      | 177   |
| 7   | Fabio Balducci   | TM Lux Performance         | 9      | 4      | 6      | rit.   | rit.   |        | 18     | 1      | 9      | 176   |
| 8   | Simone Girolami  | Honda H2O Racing           | 5      | 3      | rit.   | 9      | 11     |        | 11     | rit.   | 7      | 133   |
| 9   | Robert Baraccani | Yamaha MRT-RZ              | 10     | 16     | 10     | 4      | 6      |        | 8      | 6      | 18     | 112   |
| 10  | Ivan Boano       | Husaberg Rigo Racing       | 11     | rit.   | 3      | 13     | 7      |        | 13     | 3      | 15     | 108   |
| Pos | Pilota           | Moto                       | BEL SF | ROM SF | CZE SF | GER SF | EUR SF | VAL SF | GRE SF | ITA SF | SPA SF | Punti |

### Classifica finale costruttori S2
| Pos | Casa         | Paese    | BEL SF | ROM SF | CZE SF | GER SF | EUR SF | VAL SF | GRE SF | ITA SF | SPA SF | Punti |
| --- | ------------ | -------- | ------ | ------ | ------ | ------ | ------ | ------ | ------ | ------ | ------ | ----- |
| 1   | Honda        | Giappone | 2      | 2      | 1      | 5      | 2      | 6      | 2      | 7      | 5      | 316   |
| 2   | Aprilia      | Italia   | 4      | 1      | rit.   | 1      | 1      |        | 3      | 2      | 1      | 293   |
| 3   | Husqvarna    | Italia   | 1      | 6      | 2      | 3      | 3      |        | 1      | 9      | 2      | 287   |
| 4   | KTM          | Austria  | 3      | 7      | 4      | 2      | 12     | 2      | 4      | 5      | 13     | 249   |
| 5   | Yamaha       | Giappone | 10     | 16     | 10     | 4      | 6      | 3      | 7      | 6      | 4      | 195   |
| 6   | TM           | Italia   | 9      | 4      | 6      | 15     | 18     |        | 18     | 1      | 9      | 176   |
| 7   | Husaberg     | Svezia   | 11     | 20     | 3      | 13     | 7      |        | 13     | 3      | 15     | 108   |
| 8   | Vor          | Italia   | 7      | 10     | 5      | 16     | 17     |        |        | 8      | 10     | 105   |
| 9   | Kawasaki     | Giappone | 14     | 17     | 15     | 7      |        | 1      |        | 20     | 20     | 78    |
| 10  | Gas Gas      | Spagna   |        |        |        |        |        | 4      |        |        |        | 34    |
| 11  | Terra Modena | Italia   | 20     | 13     |        | 17     | 16     |        |        | 15     |        | 24    |
| Pos | Casa         | Paese    | BEL SF | ROM SF | CZE SF | GER SF | EUR SF | VAL SF | GRE SF | ITA SF | SPA SF | Punti |